# Shin Sangokumusō VS
Shin: Sangoku musō VS (真・三國無双 VS?) è il primo capitolo della serie Dynasty Warriors sviluppato da Koei per Nintendo 3DS e annunciato ad un evento giapponese tenuto da Nintendo il 13 settembre 2011. Inizialmente previsto per il 15 marzo 2012, la sua commercializzazione sul mercato nipponico è stato spostato al 26 aprile 2012. Il titolo, che avrebbe dovuto portare il nome di Dynasty Warriors VS, non è stato distribuito invece nei territori occidentali, in quanto sviluppato esclusivamente per il mercato giapponese.
Il gioco è incentrato sulla modalità multigiocatore online sia cooperativa che competitiva, con la possibilità sfidare fino a quattro giocatori in incontri due contro due. Supporta anche le modalità StreetPass e SpotPass della console per offrire nuovi contenuti agli utenti. La campagna in singolo prevede una modalità storia in cui si potrà totalmente personalizzare il protagonista dell'azione.
La rivista Famitsū ha confermato anche la presenza di alcuni personaggi apparsi in Dynasty Warriors 7: Xtreme Legends e la possibilità di giocare con il proprio Mii e con quelli della serie Ninja Gaiden (Ryu Hayabusa ed Ayane).